# José Manuel Arias Copete
José Manuel Arias Copete   (Écija, 10 d'octubre de 1999) és un futbolista andalús que juga com a central al València CF de la Primera divisió espanyola de futbol.

## Carrera de club
Nascut a Écija, Sevilla, Andalusia, Copete es va formar a l'Écija Balompié. Hi va debutar amb el primer equip amb només 16 anys el 19 de març de 2016, entrant com a substitut en una victòria a la Tercera Divisió per 2-0 contra el CD Cabecense.
Copete va jugar escadusserament per als azulinos després, contribuint amb set aparicions durant la campanya 2016-17 quan el seu equip va aconseguir l'ascens a Segona Divisió B. El 4 de gener de 2018, es va traslladar al Córdoba CF fins al final de la temporada, i va participar en el filial de la quarta divisió.
El 7 de juny de 2018, Copete va signar un contracte de tres anys amb el Vila-real CF, sent inicialment destinat a l'equip C també a la quarta categoria. El 22 de juliol de l'any següent, va ser cedit a l'SCR Peña Deportiva de tercera divisió per un any, i en tornar el juliol de 2020, va jugar a l'equip B de la mateixa categoria.
El 17 de juny de 2021, Copete va acordar un contracte d'un any amb la SD Ponferradina de Segona Divisió. Va fer el seu debut com a professional el 14 d'agost, començant com a titular en una victòria a casa per 1-0 davant l'AD Alcorcón.
El 29 de juny de 2022, Copete va signar un contracte de quatre anys amb el RCD Mallorca a la primera divisió.
El 28 de juliol de 2025 va fitxar pel València CF.